# Cumelén Sanz
Cumelén Sanz (Almagro, Buenos Aires; 22 de junio de 1990) es una actriz argentina. Es conocida por interpretar a Silvia Monzón en la serie de televisión Monzón (2019) y a Karina en la tercera temporada de la serie El marginal (2019).

## Biografía
Sanz nació y se crio en el barrio de Almagro. A la edad de 15 años, se interesó por el mundo de la actuación cuando su madre le alquilaba un galpón a Ezequiel Tronconi y Ezequiel de Almeida para que brinden clases de teatro, de las cuales Cumelén participaba y a los 17 años fue asistente de dirección de una las obras de Almeida. Poco después, realizó el curso de ingreso al IUNA, pero no entró, por lo cual, decidió formarse como actriz de manera independiente con Matías Feldman y Santiago Gobernori, y luego tomó seminarios con Ricardo Barís, Norma Angeleri, Lili Popovich, Cristina Banegas, entre otros.

## Carrera profesional
Sanz inició su carrera como actriz en 2010 cuando formó parte del elenco de la obra teatral Ya no contagio, en la cual estuvo por dos temporadas. En 2012, protagonizó el cortometraje Usura junto a Felipe Colombo. En 2013, apareció en la película Destino anunciado dirigida por Juan Dickinson, donde jugó el papel de Fanny. Al año siguiente, formó parte de la obra teateal Casamiento (2014) dirigida por Laura Loredo Rubio, en la cual estuvo por dos temporadas. En ese mismo periodo, también se unió el elenco de la obra Hamlet estrenada en el teatro Defensores de Bravard.
En 2015, tuvo su primer papel como actriz de televisión en la telenovela infantil Violetta de Disney Channel, donde personificó a Malena. Ese mismo año, fue seleccionada para interpretar a Aurelia en la película No te olvides de mí, la cual se estrenó en 2017 y protagonizó con Leonardo Sbaraglia. Asimismo, Sanz fue elegida para ponerse en la piel de una azafata en la obra Las viajantes (2017) dirigida por Ezequiel Tronconi en el teatro del Abasto.
Su primer protagónico en cine se produjo en 2018 con la película Penélope, la cual fue dirigida por Agustín Adba. En 2019, formó parte de la serie Monzón de Space, donde interpretó a Silvia Monzón, la hija del boxeador Carlos Monzón y a su vez realizó una participación especial en la serie El marginal emitida por la TV Pública, en la cual se encargó de dar vida a "La Kari", uno de los intereses sexuales de "Diosito" (Nicolás Furtado). Ese mismo año, protagonizó la obra teatral Cerca con Marcos Casetta en el teatro NoAvestruz, siendo dirigidos por Juan Washington Felice Astorga.
En 2020, Cumelén tuvo un papel secundario en la película El encanto y protagonizó el filme Lejos de casa en el papel de Florencia, bajo la dirección de Laura Dariomerlo y donde compartió escenas con Gabriel Gallicchio, Ana Celentano, Abel Ayala y Daniel Kuzniecka. En 2021, Sanz fue fichada para coprotagonizar la película española La jefa junto a Aitana Sánchez-Gijón, donde obtuvo el rol de Sofía. La película se estrenó en los cines de España en abril de 2022 y tiempo después fue lanzada en Netflix.
En 2023 interpretó a Laura en la exitosa obra Parque Lezama de Juan José Campanella, compartiendo escenario con Luis Brandoni y Eduardo Blanco. Luego de su temporada teatral, Cumelén fue elegida para ser parte del elenco de la serie de Carlos Menem, dirigida por Ariel Winograd, interpretando a Zulema Menem, hija del exmandatario argentino.
Durante el último trimestre del año se han estrenado varios proyectos en los cuales ha participado: Auxilio, Una flor en el barro y El encargado.

## Filmografía

### Cine
| Año  | Título                        | Papel          | Notas         |
| ---- | ----------------------------- | -------------- | ------------- |
| 2012 | Usura                         | Úrsula Cardera | Cortometraje  |
| 2013 | Destino anunciado             | Fanny          |               |
| 2017 | No te olvides de mí           | Aurelia        |               |
| 2018 | Penélope                      | Penélope       |               |
| 2018 | El patriarca decide           | Guillermina    | Cortometraje  |
| 2020 | Minsk                         | Belén          | Cortometraje  |
| 2020 | El encanto                    | Magalí         |               |
| 2020 | Lejos de casa                 | Florencia      |               |
| 2020 | La difunta                    |                | Cortometraje  |
| 2021 | Raid                          | Julieta        | Cortometraje  |
| 2022 | La jefa                       | Sofía          |               |
| 2022 | Cenizas al mar                | Mery           |               |
| 2022 | Resaca sangrienta             | Alex           | Cortometraje  |
| 2022 | La educación de los cerdos    | Clara          |               |
| 2023 | El sueño de la mariposa       | Mielnitzky     | Cortometraje  |
| 2023 | El fuego que hemos construido | Camila         |               |
| 2023 | Auxilio                       | Emilia         |               |
| 2023 | Una flor en el barro          | Julia          |               |
| 2024 | Nicaragua y Uriarte           | Julia          | Cortometraje  |
| TBA  | Las delicias del jardín       | Martina        | Posproducción |

### Televisión
| Año  | Título                             | Papel              | Notas                    |
| ---- | ---------------------------------- | ------------------ | ------------------------ |
| 2015 | Violetta                           | Malena Consiglieri |                          |
| 2016 | Ahí afuera                         | Estríper           | Episodio: «El mar»       |
| 2017 | Divina, está en tu corazón         | Tamara «Tami»      |                          |
| 2019 | Monzón                             | Silvia Monzón      |                          |
| 2019 | El marginal                        | Karina             |                          |
| 2019 | Apache, la vida de Carlos Tévez    | Cumelén            | Episodio: «1984»         |
| 2022 | Limbo                              | Carla              | Episodio: «Resurrección» |
| 2023 | El encargado                       | Agustina Morris    |                          |
| 2025 | Ladrones: La tiara de santa Águeda | Saveria            |                          |
| 2025 | Menem                              | Zulema Menem       |                          |

### Videos musicales
| Año  | Video                | Papel       | Artista                     |
| ---- | -------------------- | ----------- | --------------------------- |
| 2012 | «Caer»               | Chica       | Avitual                     |
| 2014 | «Mi propia medicina» | Ella        | Extra                       |
| 2014 | «Nuevo fuego»        | Chica       | La Condena de Caín          |
| 2015 | «Hoy es domingo»     | Adolescente | Diego Torres y Rubén Blades |
| 2016 | «Cut Me Short»       | Ella        | ZigZag                      |
| 2019 | «Tu órbita»          | Hija        | Bandalos Chinos             |
| 2022 | «Lamento Boliviano»  | Ella        | Turf                        |

## Teatro
| Año       | Título               | Papel       | Lugar                                |
| --------- | -------------------- | ----------- | ------------------------------------ |
| 2010-2011 | Ya no contagio       |             | Teatro La Castorera y Teatro Payró   |
| 2012      | Retrato de un idiota |             | Centro Cultural Matienzo             |
| 2012      | La fotito            |             | Centro Cultural El Áspero            |
| 2014-2015 | Casamiento           | Clara       | Teatro Defensores de Bravard         |
| 2014-2015 | Hamlet               |             | Teatro Defensores de Bravard         |
| 2015      | La vida abierta      | Frida Kahlo | La Mansión, Fábrica de Arte          |
| 2017-2019 | Las viajantes        | Azafata     | Teatro del Abasto / Espacio Callejón |
| 2018      | Las Bacantes         | Corifeo     | Ciudad Cultural Konex                |
| 2019      | Cerca                | Ella        | NoAvestruz Espacio de Cultura        |
| 2022      | Historia del soldado | Princesa    | Teatro Colón                         |
| 2023      | Parque Lezama        | Laura       | Teatro Politeama                     |

## Premios y nominaciones
| Año  | Organización                   | Categoría               | Trabajo             | Resultado | Ref(s) |
| ---- | ------------------------------ | ----------------------- | ------------------- | --------- | ------ |
| 2017 | Premios Sur                    | Mejor actriz revelación | No te olvides de mí | Nominada  | [ 14 ] |
| 2018 | Premios Cóndor de Plata        | Revelación femenina     | No te olvides de mí | Nominada  | [ 15 ] |
| 2022 | Festival de Cine de Islantilla | Mejor actriz            | La jefa             | Ganadora  |        |